# 김용만, 박수홍의 특별한 선물
《김용만, 박수홍의 특별한 선물》은 대한민국의 KBS에서 방송됐던 예능 프로그램이다. MC 김용만 박수홍 등이 속했던 외주제작사 감자골에서 제작, 연출을 담당했다. 한편, 한동안 KBS 출연이 뜸해진 박수홍이 해당 프로그램을 통해 KBS 복귀를 했고 김용만은 해당 프로그램 이후 한동안 KBS 출연이 뜸해졌다.

## 방송 일정
- KBS 2TV - 2002년 10월 29일 ~ 2003년 4월 1일 : 매주 화요일 밤 11시 10분 ~ 12시 20분

## 출연자
- 김용만
- 박수홍

## 코너
- 떴다! 포장마차
- 청개구리 토크

## 결방
- 2002년 12월 31일 - 8시 40분부터 《KBS 연기대상》 편성
- 2003년 2월 4일 - 파일럿 《논쟁 버라이어티 당신의 결정》편성

## 참고 사항
- 2002년 10월 29일에 시작했고, 진부한 화면 일색[2], 가학적인 벌칙[3], 자사 드라마 장희빈[4] 홍보 등으로 물의를 사자 22회(2003년 4월 1일)만에 단명했다.

## 동시간대 경쟁 프로그램
- 헤이헤이헤이 (SBS)
- PD수첩 (MBC)